# シシュボヴィル
シシュボヴィル （Chicheboville）は、フランス、ノルマンディー地域圏、カルヴァドス県の旧コミューン。2017年1月1日、周辺のコミューンと合併しコミューン・ヌーヴェル（fr）であるムー・シシュボヴィルとなった。

## 地理
シシュボヴィル湿地（99ヘクタールの湿地には興味深い動物相、植物相がある）はヨーロッパのナチュラ2000（fr）に指定され、2004年より修復されている。コミューンは、カーン平野の農村の特徴をよく残している。
コミューン南部には風力発電のタービンが6台設置されている。

## 由来
村の名は1120年にラテン語化されたCinceboldi villaとして記されている。その後1232年にはCincebovillaとなった。17世紀よりChichebovilleというノルマン語ピカール方言が用いられ、町は等語線の北側になる（南部と西部はオイル語が話される）。
ゲルマン語の男性名Sinsebold（Sisboldの変種）が、田園地帯の古い感覚では町（ローマ時代の農村住宅であるヴィッラ・ルスティカ）を意味するものとしてよく知られていた。

## 語源
18世紀に3箇所の塚が発見されたことから、シシュボヴィルには新石器時代より人が定住していた。
1047年、ノルマンディー公ギヨーム（のちのイングランド王ウィリアム征服王）と、フランス王アンリ1世は村の近くにやってきて、ヴァレ・デューヌの戦い（fr）でノルマン貴族軍を破った。
1835年、シシュボヴィルとベノーヴィルが合併してシシュボヴィルとなった。

## 人口統計
| 1962年 | 1968年 | 1975年 | 1982年 | 1990年 | 1999年 | 2006年 | 2011年 |
| ------ | ------ | ------ | ------ | ------ | ------ | ------ | ------ |
| 430    | 377    | 395    | 453    | 463    | 459    | 524    | 509    |

参照元:1999年までEHESS、2004年以降INSEE

## 史跡
- ベノーヴィル城 - 17世紀
- ノートルダム礼拝堂 - 12世紀
- サン・マルタン教会 - ロマネスク様式

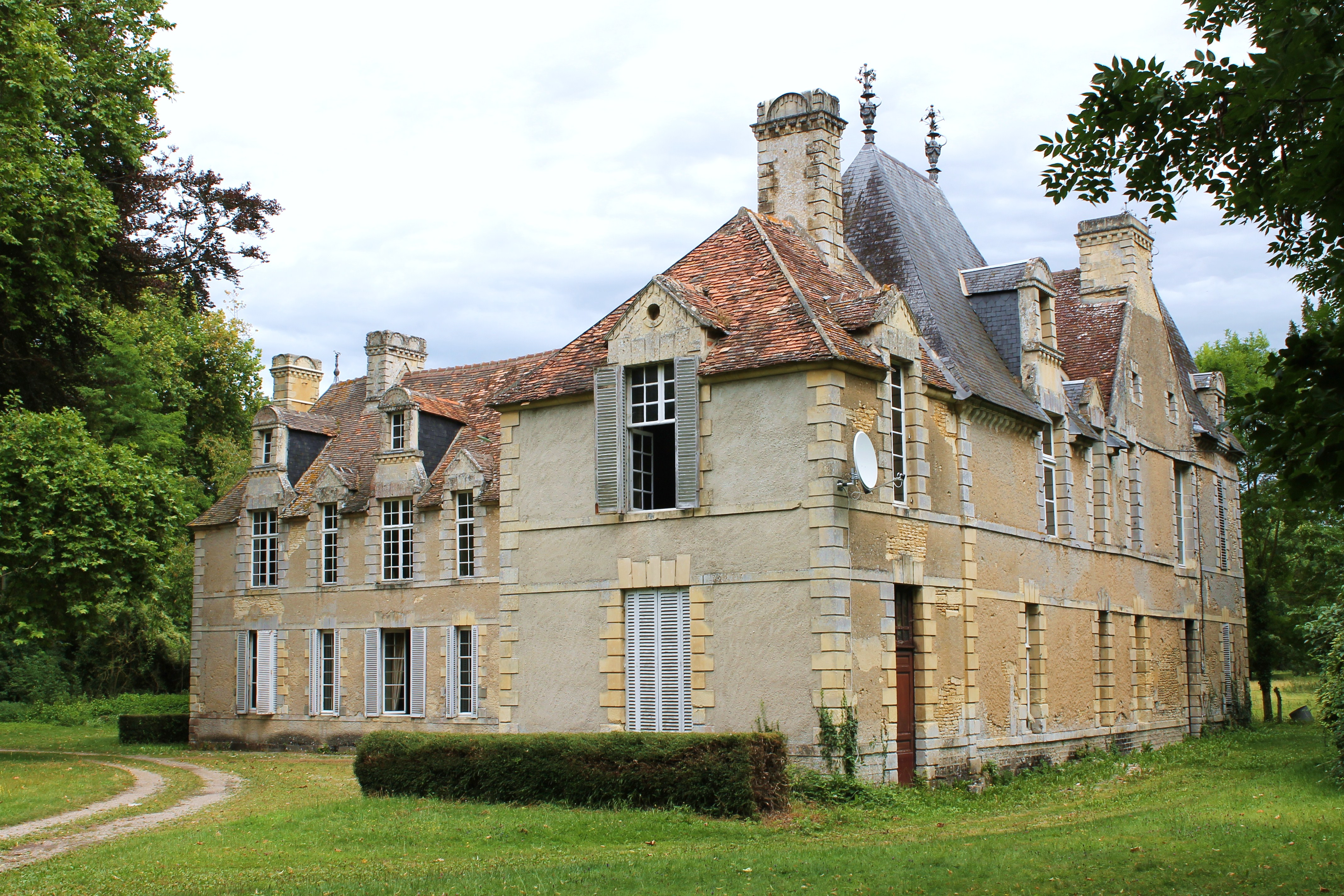
ベノーヴィル城
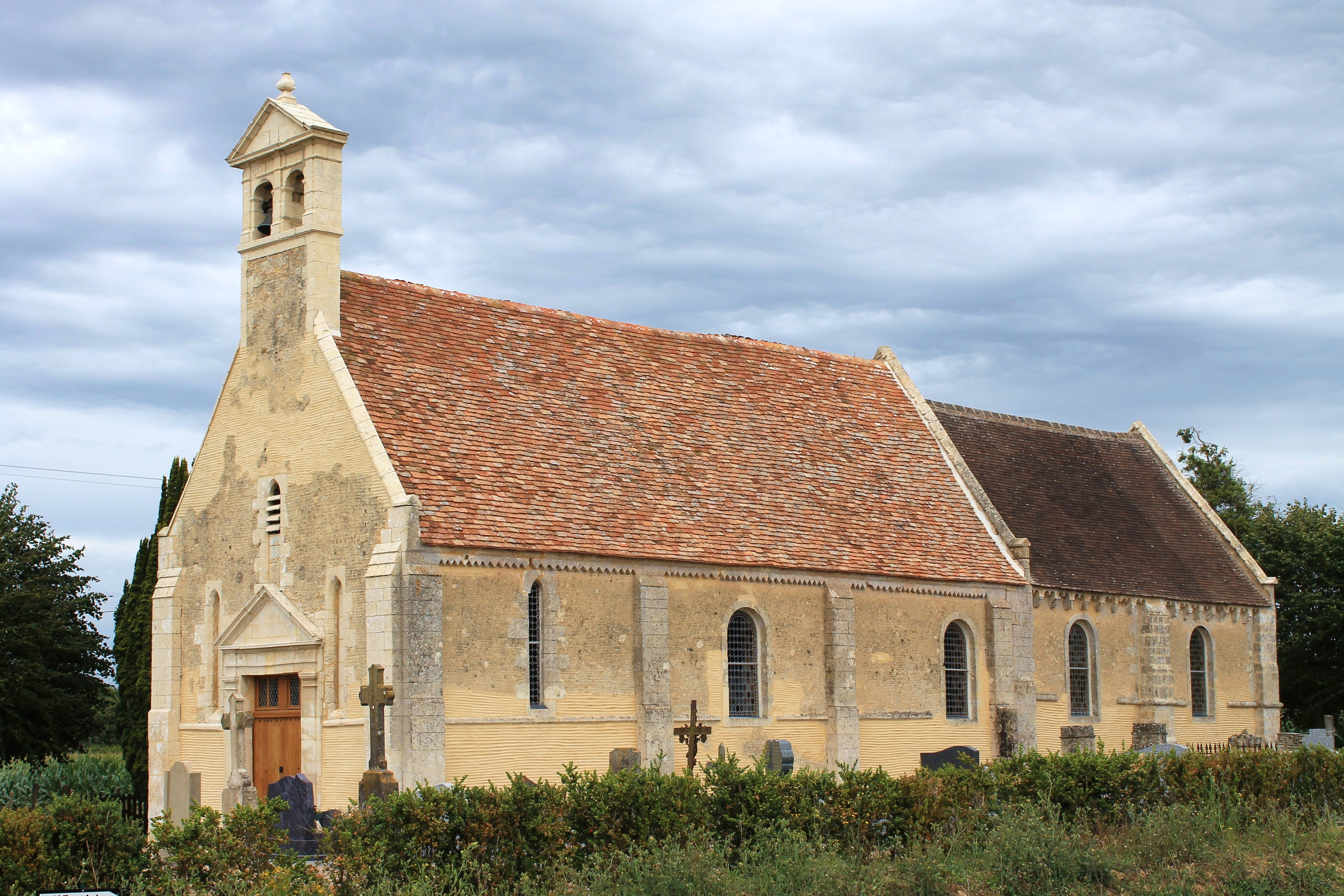
ノートルダム礼拝堂